# Marianus Scotus (Chronist)

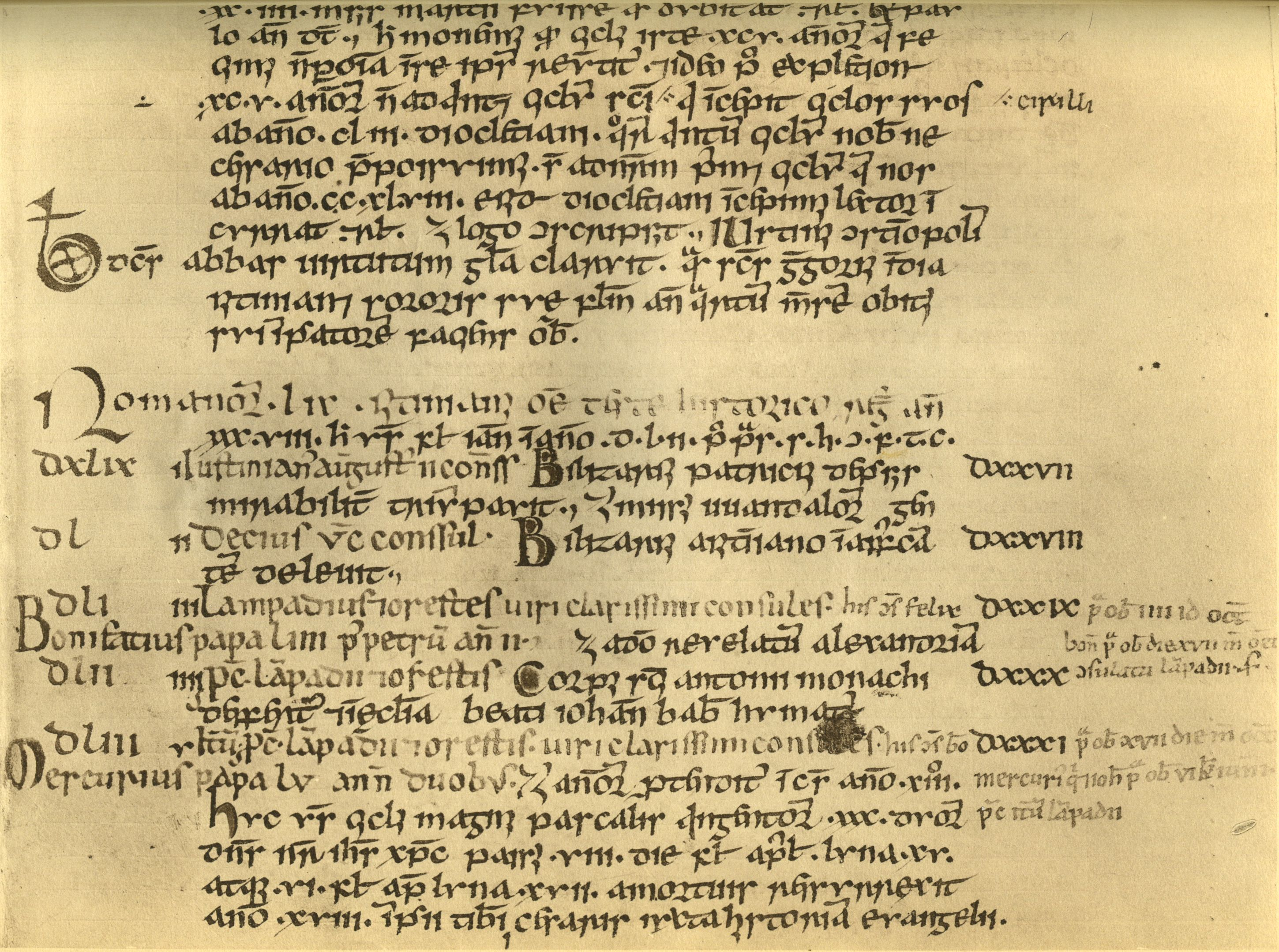
Die Chronik des Marianus Scotus in der Handschrift Rom, Biblioteca Apostolica Vaticana, Vaticanus Palatinus latinus 830, fol. 148r (spätes 11. Jahrhundert)

Marianus Scotus (gälisch Máel Brigte „Dienstmann der Brigid“; * 1028; † 1082 oder 1083 in Mainz) war ein mittelalterlicher irischer Chronist, der von seinem Namensvetter Marianus Scottus, dem Abt von St. Peter in Regensburg, unterschieden werden muss.

## Leben
Nach Aussage seiner eigenen Chronik wurde er 1052 Mönch und ging 1056 nach Köln in das irische Kloster St. Martin. Von dort ging Marianus Scotus nach Fulda und wurde 1059 in Würzburg zum Priester geweiht. 1060 wurde er Eremit bei Fulda, ging aber 1070 in das Stift St. Alban vor Mainz zu seinem früheren Abt Siegfried, der nun Erzbischof von Mainz geworden war. Er ist im Dom St. Martin in Mainz begraben.

## Chronicon
Sein Chronicon ist als Weltgeschichte von der Schöpfung bis zum Jahr 1082 angelegt und war im Mittelalter sehr bekannt. Besonders Florentius von Worcester, Johannes von Worcester und Sigebert von Gembloux haben viel daraus übernommen. Es wurde 1559 in Basel erstmals gedruckt und 1894, mit einer Einleitung von Georg Waitz versehen, in den Monumenta Germaniae Historica herausgegeben.
Zwei Handschriften, die in der Vatikanischen Bibliothek (Vatican, 830) liegen, stammen aus dem 11. Jahrhundert, eine davon könnte ein Autograph sein.
Scotus’ Chronicon ist das älteste Geschichtswerk, in dem sich ein Bericht über die Päpstin Johanna findet. Doch da diese Hinweise nur in späten Handschriften auftauchen, wird angenommen, dass sie aus der 1277 veröffentlichten Chronik von Martin von Troppau übernommen worden sind.

## Ausgaben
- CHRONICA: ad Euangelij ueritatem, … Erstausgabe: Jacobus Parcus, Basel, 1559. Ein Exemplar befindet sich heute in der Stadtbibliothek Mainz [Sign. IV e:2°/93].
- Mariani Scotti chronicon a. 1–1082. In: Georg Heinrich Pertz u. a. (Hrsg.): Scriptores (in Folio) 5: Annales et chronica aevi Salici. Hannover 1844, S. 481–568 (Monumenta Germaniae Historica, Digitalisat)